# ふるさとかごしま
『ふるさとかごしま』は、南日本放送（MBCテレビ）で毎週日曜 10:30 - 10:45に放送されている鹿児島県の行政広報番組。
毎回リポーターが県内各地へ赴き、県政について伝えている。リポーターは全員女性で、4名前後が輪番で務めている（メンバーの入れ替えあり）。